# Hyocrinus bethellianus
Hyocrinus bethellianus is een zeelelie uit de familie Hyocrinidae.
De wetenschappelijke naam van de soort werd in 1876 gepubliceerd door Charles Wyville Thomson.